# 共同主権
国際法上における共同主権（きょうどうしゅけん、羅: condominium）とは、2つまたはそれ以上の国家が同等の主権を行使することに合意した地域を指す。2人以上の人物がその地域の君主となる共同君主制とは異なる。

## 現在の共同主権地域

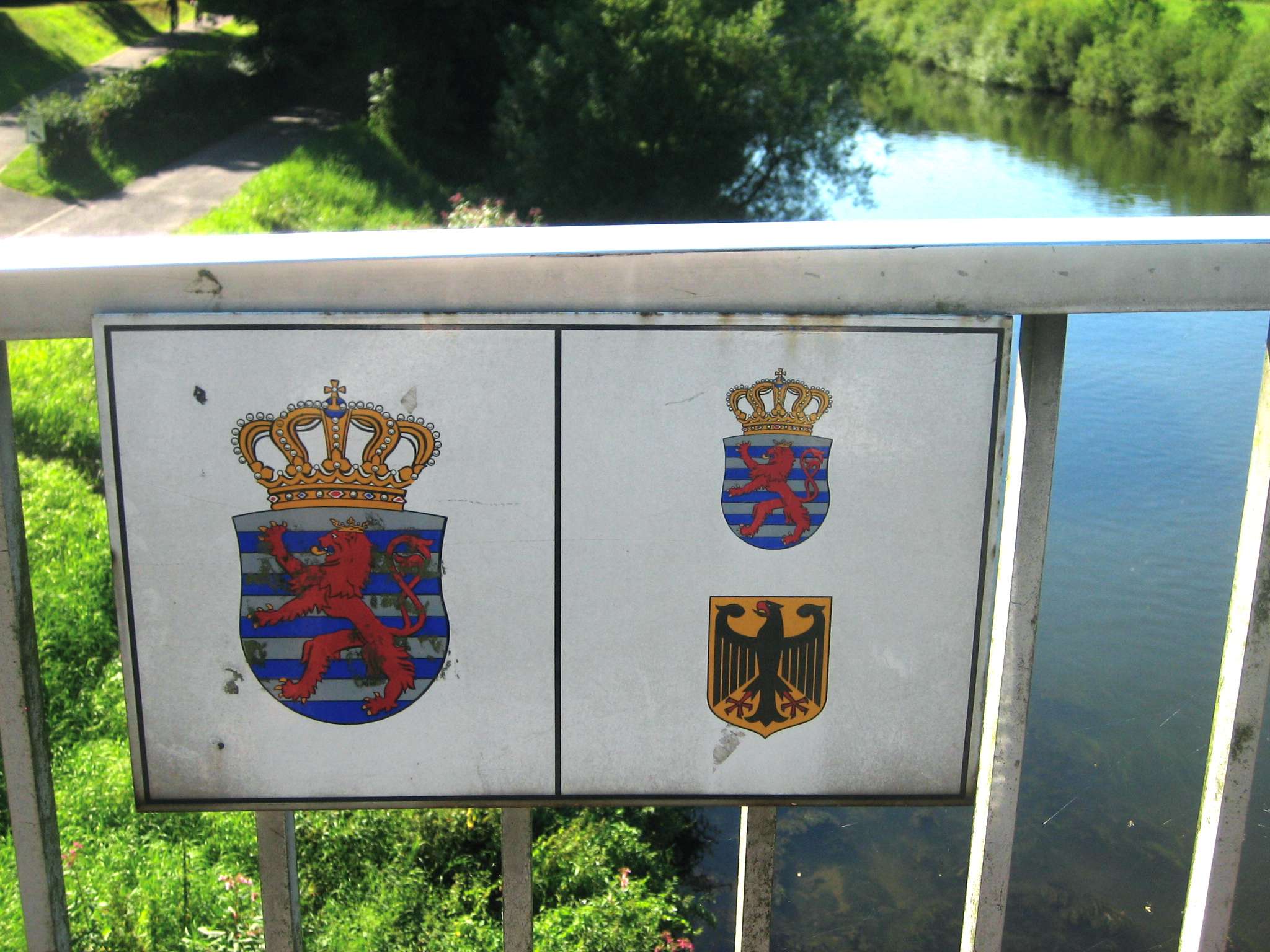
エヒテルナハ付近のザウアー川に架かる人道橋(Foussgängerbréck zu Iechternach)の右岸地点に付けられた共同主権領域を示す標識。左はルクセンブルクの国章で、右は上にルクセンブルクの国章、下にドイツの国章が並んでいる。

- ドイツ＝ルクセンブルク共同主権領域（ドイツ語版）[1]

ルクセンブルクとドイツの国境をなすモーゼル川とその支流ザウアー川と更にその支流ウール川の左右両岸の間の水域を主な領域とする。また、川の中にある約15の中州が含まれるが、中州の形や面積は当然に移ろう。この共同主権領域の南の端は、シェンゲン付近のフランスとの三国国境で、モーゼル川の中州でもあるアパック堰(仏: Staustufe Apach)の近傍にある。この中州の南側の大部分はフランス領内にあり、境界を挟んで北側の2000m2程度がこの共同主権領域に含まれる。北の端は、南の端から約118kmの距離にあり、途中、モーゼル川の支流ザウアー川を経て、更にその支流のウール川を北へ遡上し、境界線が水域内からその左岸にあがり初めて川から離れる地点、すなわちヴェイアネン(ルクセンブルク語: Veianen、独: Vianden)の町の中心部から南西へ1.4kmほどの地点までとなる。この共同主権領域を挟んだ国境は、ドイツとルクセンブルクの国境の全長約135kmの9割近くになる。この共同主権領域は、1984年12月19日のドイツとルクセンブルクの国境条約により正式に成立した。
- フェザント島 - ビダソア川の中州にある島。フランスと スペインの共同主権下にある。
- マスフット（英語版） - オマーンとアラブ首長国連邦の首長国であるアジュマーンの共同主権地域[要出典]。
- フォンセカ湾の各国の領海に属さない水域 - エルサルバドル、ホンジュラス、ニカラグアの共同管理[要出典]。
- 島嶼をのぞくボーデン湖の大部分は、ドイツ、オーストリア、スイスの国境地域にあり、共同管理地域とされている。明確な国境線は引かれていない。
- かつてセッテ・ケーダス滝（ポルトガル語版）が存在したパラナ川からイグアス川河口までの水域はブラジルとパラグアイの共同管理水域となっている。
- イランは1940年のイラン＝ソビエト通商海事条約に基づき、カスピ海の資源をロシア、アゼルバイジャン、イラン、トルクメニスタン、カザフスタンの沿岸地域（英語版）国による、共同管理化するよう主張している[10]。
- ブルチコ行政区 - ボスニア・ヘルツェゴビナの構成共和国であるスルプスカ共和国とボスニア・ヘルツェゴビナ連邦の共同管理地域。

## 過去の共同主権地域
- 樺太(サハリン) - 江戸幕府とロシア帝国は1855年に日露和親条約を結び、樺太を日露雑居地とした。1867年には日露間樺太島仮規則により往来の自由が再確認されるものの、その後日本側の政権を受け継いだ明治政府は樺太・千島交換条約を締結。1875年樺太全島はロシア帝国の統治下となった。
- キプロス - ビザンツ帝国皇帝ユスティニアノス2世とウマイヤ朝カリフアブドゥルマリクは688年に協定を結び、ビザンツ帝国とウマイヤ朝によるキプロス島の共同管理化を行った。965年、皇帝ニケフォロス2世フォカスの侵攻によってビザンツ単独統治に復帰した。
- 現在のスーダンと南スーダンの領域に当たる英埃領スーダンは、1899年から1956年までエジプト王国（エジプト共和国）とイギリスの共同統治下にあった。ただしこの期間の大半、エジプトはイギリスの保護国であった。
- ボスニア・ヘルツェゴビナ は1908年のオーストリア＝ハンガリー帝国の併合後、帝国の構成国であるツィスライタニエン＝オーストリアとハンガリー王国の共同管理地域であった。
- 第二次世界大戦中に成立したクロアチア独立国は、1941年から1943年の間ナチス・ドイツとイタリア王国の共同管理下にあった[11][12][13][14]。
- 現在はキリバスの一部であるカントン島とエンダーベリー島は、1939年から1979年までイギリスとアメリカ合衆国の共同管理地域であった。
- コウトミスト（英語版） は1864年のリスボン条約締結までスペインとポルトガルの共同管理地域であったが、最後の十年間はデ・ファクト（事実上）の独立国であった。
- フリースラント辺境伯領（西フリースラント（英語版）)は1165年から神聖ローマ帝国の管理下となった。1165年から1493年まではホラント伯 、ユトレヒト司教公（ユトレヒト大司教区（英語版））の管理下となり、1555年10月25日以降はハプスブルク君主国の管理下に入った。
- エジプトは1876年から1882年までフランスとイギリスの共同管理下にあった[15]。
- エアフルトは12世紀から三十年戦争までの間マインツ大司教とグライヒェン伯の共同管理下にあった。1289年からはグライヒェン伯にかわって市の評議会が管理を行うこととなったが、これは見せかけの協定にすぎなかった。 その後1327年からテューリンゲン方伯が支配し、1483年からはヴェッティン家の統治下となった。
- 1815年、ポーランド王国の領域に成立したクラクフ共和国はプロイセン王国、オーストリア帝国、ロシア帝国の三国の保護下にあった。1846年にオーストリアに併合され消滅した。
- マーストリヒトは1794年までの五世紀間、 リエージュ司教とブラバント公（1632年以降は オランダ共和国）の共同管理地域であった。
- ナウルは、1923年から1968年までオーストラリア、ニュージーランド、イギリスの共同管理下（1947年までは委任統治、1947年から1968年は信託統治）にあった。
- ネニッヒ村（英語版）はトリーア司教公、ロレーヌ公国 (1766年からはフランス王国)、ルクセンブルクの共同管理下にあったが、 1794年、フランス第一共和政下のフランスによって併合された。
- モレネ（中立モレネ）は1816年から1919年までオランダ（1830年以降はベルギー）とプロイセン王国の共同管理地域であった。
- 現在のバヌアツの一部であるニューヘブリディーズ諸島は1906年から1980年までイギリスとフランスの共同で管理する領域、共同統治領ニューヘブリディーズであった。
- ルーマニア王国領の北ドブルジャは、第一次世界大戦の間中央同盟国 であるドイツ帝国、オーストリア＝ハンガリー、ブルガリア王国の共同管理下にあった。[16]。
- オレゴン・カントリー - 1818年から1846年までアメリカとイギリスの共同管理下。バンクーバー島を除く地域はアメリカ合衆国に編入。
- サモア諸島 - 1889年から1899年の間、ドイツ、イギリス、アメリカの共同保護領。1899年の三国間条約（英語版）によってドイツとアメリカの分割統治下に。
- シュレースヴィヒ公領とホルシュタイン公領は1864年の第二次シュレースヴィヒ戦争の結果締結されたバート・ガスタイン条約（英語版）によって、翌年の普墺戦争までプロイセン王国とオーストリア帝国による共同管理下におかれた、
- スポンヘイム伯領（英語版）は15世紀から神聖ローマ帝国が存続していた間まで、バーデン辺境伯、 ライン宮中伯 、フェルデンツ伯、その後プファルツ＝ジンメルン家、プファルツ＝ツヴァイブリュッケンと ヴェルデンツ（英語版）を継承したプファルツ＝ビルケンフェルト家の共同統治下にあった。
- トーゴラントはドイツ帝国植民地であったため、第一次世界大戦中にイギリスとフランスによる侵攻を受けた。1914年8月26日から1916年12月27日まで共同占領下におかれ、1922年7月20日には国際連盟の委任統治下であるイギリス領トーゴランド とフランス領トーゴランドに分割された。イギリス領トーゴランドは現在のガーナの一部、フランス領トーゴランドは現在のトーゴ。
- ザポロージャのシーチ（英語版）は1667年のアンドルソヴォ条約により、ロシア帝国とポーランド・リトアニア共和国の共同管理下となった。
- 「共同主権」の用語は、君主国の連合の際、私的や公的を問わずしばしば用いられる。例としては 1868年からのフィウーメ (リエカ)はハプスブルク帝国を構成するハンガリー王国とクロアチアの共同主権下にあった。
- 1913年から1920年の間、スヴァールバル諸島のスピッツベルゲン島は中立の共同主権地域であった。1920年2月9日のスヴァールバル条約によってスヴァールバル諸島はノルウェー領となったものの、非武装地帯化やノルウェーの国法が通用しないなど特別な取り扱いを受けている。またこの諸島に居住する条約締結国国民は自由な経済活動を行える。